# کلینیک دکتر پارک
کلینیک دکتر پارک (انگلیسی: Dr. Park's Clinic؛‏ کره‌ای: 내과 박원장) یک مجموعه تلویزیونی محصول کره جنوبی سال ۲۰۲۲ به کارگردانی سو جون بوم و با بازی لی سو جین و را می ران است. این مجموعه از ۱۴ ژانویه ۲۰۲۲ از تیوینگ پخش شد.

## بازیگران

### اصلی
- لی سو جین در نقش دکتر پارک وون جانگ[۳]
- را می ران در نقش سا مو ریم[۴]

### مکمل
- چا چونگ هوا در نقش چا می یونگ[۵]
- شین اون جونگ در نقش سون‌وو سو جی[۶]
- کیم کوانگ کیو در نقش جی مین جی[۷]
- جونگ هیونگ سوک در نقش چوی هیون سوک
- سو بوم جون در نقش چا جی هون
- جو وو یون در نقش پارک مین گو
- هان دا سول در نقش یون جی
- کیم کانگ هون در نقش پارک دونگ گو[۸]

### حضور ویژه
- پارک سونگ وونگ[۹]
- یو بیونگ جه[۱۰]